# Ikime-jinja
Ikime-jinja (生目神社) est un sanctuaire shintô (神社, jinja) situé dans la ville de Miyazaki préfecture de Miyazaki au Japon. Il est dédié aux deux divinités shintō : Ōjin et Taira no Kagekiyo.